# Besiege
Besiege es un videojuego sandbox de construcción de vehículos centrado en máquinas de asedio medievales, desarrollado y publicado por Spiderling Studios. El juego fue lanzado para Windows, macOS y Linux en febrero de 2020, tras una fase de acceso anticipado que se extendió durante cinco años, iniciada en enero de 2015. Una versión para consola, disponible en Xbox One y Xbox Series X/S, se publicó en febrero de 2022, y una expansión titulada The Splintered Sea fue anunciada en abril de 2024. El 12 de diciembre de 2024 se lanzaron versiones para PlayStation 4, PlayStation 5 y Nintendo Switch. El juego ha sido ampliamente elogiado por la libertad de experimentación que ofrece a los jugadores.

## Descripción general
Besiege permite al jugador construir distintos vehículos y artefactos en un extravagante entorno de fantasía medieval, con pocas limitaciones más allá de su habilidad y creatividad. Los componentes básicos incluyen bloques de madera y ruedas, mientras que otras opciones abarcan mecanismos complejos, cañones, bombas o globos aerostáticos. Actualizaciones posteriores añadieron elementos como temporizadores, compuertas lógicas y sensores de proximidad, que permiten simular entradas del jugador de forma automática. Además de un modo sandbox de mundo abierto, el juego cuenta con una campaña para un jugador compuesta por 55 niveles distribuidos en cuatro islas temáticas; cada nivel presenta entornos y objetivos únicos, desde puzles con artefactos mágicos hasta combates contra enemigos o estructuras que deben ser destruidas.
En diciembre de 2017 se añadió un editor de niveles y funciones multijugador, que permiten enfrentar las creaciones de los jugadores entre sí o desafiar a otros intentando derribar castillos diseñados por sus contrincantes. Gracias a estas incorporaciones, los jugadores crearon torneos similares al programa televisivo BattleBots, en los que enfrentan sus creaciones en duelos uno a uno.
El juego fue lanzado inicialmente en acceso anticipado para Linux, OS X y Windows el 28 de enero de 2015, antes de su publicación oficial el 18 de febrero de 2020. La versión para consola, disponible para Xbox One y Xbox Series X/S, fue anunciada para el 10 de febrero de 2022 e incluye una interfaz renovada, modo fotografía y un sistema de intercambio de creaciones distinto al de PC, aunque no cuenta con funciones multijugador ni con el editor de niveles.
El 9 de abril de 2024, Spiderling Studios anunció la primera expansión del juego, Besiege: The Splintered Sea, cuyo lanzamiento está previsto para el 24 de mayo. Esta expansión introduce físicas de agua y mecánicas de flotación, junto con diez nuevos niveles marítimos y bloques adicionales que permiten construir veleros y submarinos.

## Recepción
Marsh Davies, de Rock Paper Shotgun, elogió la versión alfa del juego por su solidez, comparando su ciencia “caricaturesca y rebosante” con una versión del siglo XII de Kerbal Space Program. También destacó los gráficos estilizados, el apartado sonoro y una interfaz de usuario “hermosamente deslumbrante”.
Posteriormente, Rock Paper Shotgun publicó una reseña de la versión final escrita por Jay Castello, quien valoró positivamente la variedad de mecánicas que la mantuvieron comprometida, intentando construir nuevas y mejores máquinas de asedio. Castello criticó la falta de orientación en el modo principal, pero subrayó el sólido respaldo de la comunidad a través de mods, guías y trucos disponibles en línea.
En 2024, Besiege contaba con valoraciones “extremadamente positivas” en Steam, con una puntuación general del 95 %, frente al 93 % en las reseñas más recientes, calificadas como “muy positivas”.
Rick Lane, en un artículo para PC Gamer, otorgó al juego una puntuación de 85 sobre 100 y escribió: “Besiege permite construir armas de asedio en un reino de fantasía medieval. Incluye cuatro reinos, cada uno con múltiples niveles cuidadosamente diseñados, que plantean distintos objetivos para superarlos. Cada nivel estimula al jugador a desarrollar nuevas mecánicas para afrontar diversas tareas, partiendo de un área de construcción inicial. El juego ofrece un conjunto de herramientas más accesible que el de Kerbal Space Program, aunque carece de un tutorial sólido para principiantes. Dichas herramientas incluyen múltiples objetos con los que experimentar, desde grúas hasta máquinas voladoras, y permiten ajustar parámetros individuales como potencia, velocidad e incluso asignar acciones específicas.”